# Noordelijke Alliantie (1996)

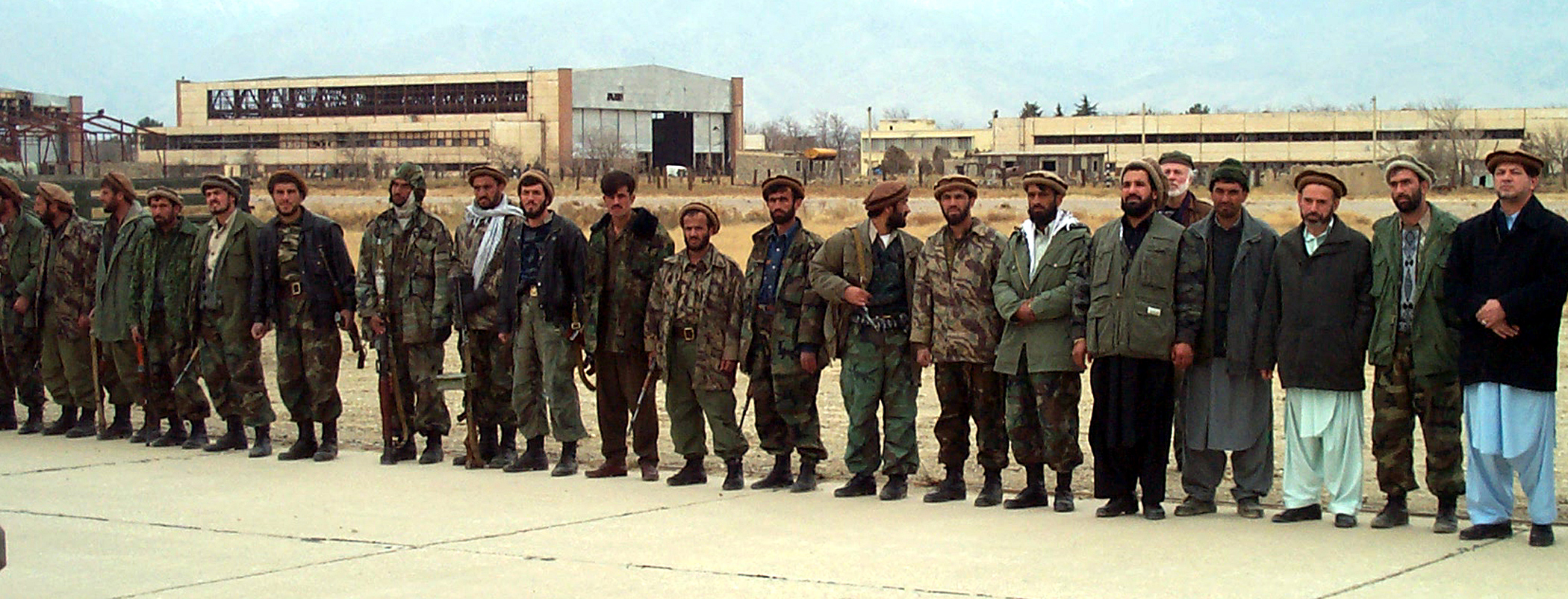
Opstelling van leden van de Noordelijke Alliantie.

De Noordelijke Alliantie (Perzisch:  جبهه متحد اسلامی ملی برای نجات افغانستان , Dschabhe-ye Mottahed-e Eslami-ye Melli baraye Nedschat-e Afghanistan) was een legermacht in Afghanistan onder leiding van Ahmad Shah Massoud, die tot het einde tegen de Taliban vocht.
De Noordelijke Alliantie bestond vooral uit strijders uit het noorden van Afghanistan, vandaar de naam. Ze was de laatst overgebleven tegenstander van de Taliban, tot de VS zich in 2001 naar aanleiding van de aanslagen op 11 september 2001 (9/11) in het conflict mengden. Na Massouds dood begin september 2001 verzwakte de Noordelijke Alliantie bovendien.
De VS en de Noordelijke Alliantie verdreven samen met de troepen van de ISAF de Taliban, waarmee er in feite een eind kwam aan het Islamitisch Emiraat Afghanistan, zoals het land onder het Taliban-regime heette, en in de oude hoofdstad Kaboel een overgangsregering werd gevestigd. Uiteindelijk kwam de Islamitische Republiek Afghanistan als gevolg hiervan tot stand.